# Takumi Nagasawa
Takumi Nagasawa (長澤 卓己 Nagasawa Takumi?), född 27 maj 1992 i Tokyo prefektur, är en japansk fotbollsspelare.
2018 flyttade Nagasawa till YSCC Yokohama.